# Châtres, Aube

Châtres este o comună în departamentul Aube din nord-estul Franței. În 1 ianuarie 2022 avea o populație de 705 de locuitori.